# یامانا گولد
یامانا گولد (به انگلیسی: Yamana Gold) شرکت استخراج معدن طلای کانادایی است، که در زمینه اکتشاف و استخراج نقره، مس، روی و مولیبدن فعالیت می‌کند. 
شرکت یامانا در سال ۱۹۸۰ تأسیس شد و در حال حاضر دارای عملیات در کشورهای برزیل، آرژانتین، کلمبیا، شیلی، هندوراس، کانادا و مکزیک می‌باشد.
دفتر مرکزی این شرکت در شهر تورنتو، انتاریو قرار دارد و بخشی از سهام آن در بازار بورس نیویورک و بازار بورس تورنتو معامله می‌شود.